# Ceratoppia sphaerica
Ceratoppia sphaerica är en kvalsterart som först beskrevs av Ludwig Carl Christian Koch 1879.  Ceratoppia sphaerica ingår i släktet Ceratoppia och familjen Ceratoppiidae. Inga underarter finns listade i Catalogue of Life.